# INSEAD
INSEAD is een internationaal instituut voor managementopleiding, of businessschool, algemeen beschouwd als een van de meest prestigieuze ter wereld. De naam INSEAD staat oorspronkelijk voor Institut Européen d'Administration des Affaires, Frans voor Europees Instituut voor Bedrijfsbeheer.
INSEAD werd opgericht in 1957 te Fontainebleau, Frankrijk, drie maanden na het tekenen van het Verdrag van Rome. INSEAD heeft thans twee hoofdvestigingen, in Fontainebleau en in Singapore. Op deze hoofdlocaties zijn campussen gevestigd, waar de studenten verblijven tijdens hun opleiding. INSEAD heeft eveneens een belangrijk centrum in Abu Dhabi, in San Francisco en een onderzoekscentrum in Israël. 
INSEAD is onder andere bekend vanwege de door een van de faculteiten ontwikkelde Blue Ocean Strategy. Dit is een bedrijfsstrategie welke inhoudt dat bedrijven zich op het ontginnen en vormen van nieuwe markten moeten richten met nieuwe waardevoorstellen, in plaats van in bestaande markten de soms moordende concurrentie met elkaar aan te gaan.
In 2016, 2017 en 2021 werd INSEAD door de Financial Times uitgeroepen tot beste businessschool van de wereld.

## Selectie en kosten
De selectie voor toelating tot de programma's is zeer streng. Zo moeten aspirant-studenten voor de masterprogramma's ervaring in een multiculturele context kunnen aantonen, verschillende talen spreken en excellente academische resultaten en GMAT score kunnen overleggen. Voor het MBA programma geldt dat aspirant-studenten ook over meer dan vijf jaar relevante ervaring moeten beschikken. INSEAD zoekt studenten met buitengewone academische prestaties, interpersoonlijke gaven en leiderschapspotentieel. Aan deelname tot het programma zijn aanzienlijke kosten verbonden, zowel voor de opleiding zelf als voor het verblijf op de campus.

## Opleidingsaanbod
- MBA - internationaal eenjarig MBA-programma
- MiM - "Master in Management" voor recent geslaagde bachelorstudenten met maximaal 2 jaar werkervaring
- EMBA - "Executive MBA" voor ervaren managers
- Promotieonderzoek/doctoraat - "PhD" in management
- Verscheidene kortere programma's voor managers ("Executive Education") - zoals het "Advanced Management Programme (AMP)" of het "Management Acceleration Programme (MAP)"

## Alumni
Niet elke INSEAD opleiding kent voor de deelnemer de status van alumnus toe. Dat recht is enkel voor de "Degree" programma's (bijvoorbeeld MBA en MiM) en sommige "Executive Education" programma's (bijvoorbeeld AMP en MAP) voorbehouden. In Nederland wordt het alumni netwerk onderhouden en gefaciliteerd door de INSEAD Alumni Association The Netherlands. 